# 마요르카의 군주 목록
마요르카의 군주는 스페인에 있던 마요르카 왕국의 군주 목록이다.

## 실질적 작위

### 바르셀로나가
종가
- 하우메 1세

마요르카계 분가
- 하우메 2세

종가
- 알폰스 1세(아라곤왕 알리폰소 3세) - 하우메 2세의 작위를 빼앗음

마요르카계 분가
- 하우메 2세(아라곤왕 차이메 2세(하우메)와 마요르카 작위 분쟁 중 차이메의 사망으로 복위)
- 산스 1세
- 하우메 3세 - 산스의 조카, 페란 데 마요르카 왕자의 아들

종가
- 페란 1세(아라곤왕 페로 4세)에 의한 아라곤 연합왕국 합병으로 마요르카 왕국은 아라곤과 후의 스페인 왕국의 일부가 됨
- 후안 1세
- 마르티 1세

### 트라스타마라가
- 페란 1세
- 알폰스 2세
- 후안 2세
- 후아나 1세

## 마요르카계 바르셀로나가의 명목상 작위
- 하우메 4세 - 하우메 3세의 아들
- 엘리사베트 1세 - 하우메 3세의 딸

## 같이 보기
- 아라곤의 군주 목록
- 스페인의 군주 목록
- 마요르카 왕국